# زكريا غنيم
زكريا غنيم (و. 1905 – 1959 م) هو عالم إنسان، وعالم آثار، وعالم مصريات من مصر.
توفي عن عمر يناهز 54 عاماً.

## روابط خارجية
- زكريا غنيم على موقع مونزينجر (الألمانية)